# Siren (singolo)
Siren (サイレン?) è l'undicesimo singolo della cantautrice giapponese Nana Kitade, pubblicato il 26 marzo 2008. La canzone Siren è stata utilizzata come tema musicale della serie anime Ruby Gloom. In allegato al singolo è presente un DVD, contenente il videoclip di Siren e un'intervista. Il singolo è stato prodotto da Marty Friedman, ex chitarrista dei Megadeth. 

## Tracce
1. Siren
2. My treasure
3. Siren ~Instrumental~
4. My treasure ~Instrumental~

## DVD
1. Siren PV (videoclip)
2. Ruby Gloom independent interview (intervista)